# SummerSlam (2020)
SummerSlam là một sự kiện đấu vật chuyên nghiệp pay-per-view (PPV) và sự kiện WWE Network sản xuất bởi WWE dành cho Raw và SmackDown, diễn ra vào ngày 23 tháng 8 năm 2020 tại Amway Center ở Orlando, Florida. Đây là sự kiện thứ 33 của SummerSlam. Đây cũng là SummerSlam đầu tiên kể từ năm 2011 không có sự xuất hiện của Brock Lesnar.
Sự kiện ban đầu được dự định tổ chức ở TD Garden ở Boston, Massachusetts, nhưng do đại dịch COVID-19, thị trưởng Boston Marty Walsh thông báo hủy bỏ các sự kiện tập trung đông người và không cho phép tổ chức các sự kiện có đám đông lớn trước ngày 7 tháng 9. Từ giữa tháng 3, WWE đã sản xuất đa số các chương trình ở WWE Performance Center tại Orlando mà không có khán giả vì đại dịch Covid-19. Với việc di chuyển sang Amway Center, SummerSlam là sự kiện WWE chính thứ ba được tổ chức ngoài Performance Center, mặc dù vẫn không có khán giả đến xem; khán giả vẫn được tham gia và xuất hiện trên các màn hình LED trong địa điểm theo một trải nghiệm mới có tên ThunderDome.
Sự kiện gồm 8 trận đấu, bao gồm một trận trong Kickoff pre-show. Ở sự kiện chính, "The Fiend" Bray Wyatt đánh bại Braun Strowman trong trận đấu Falls Count Anywhere để giành đai Universal Championship lần thứ hai. Sau trận đấu, Roman Reigns có màn trở lại sau 5 tháng và tấn công cả hai đô vật. Ở các trận đấu khác, Drew McIntyre đánh bại Randy Orton để tiếp tục giữ đai WWE Championship, và Asuka đánh bại Sasha Banks để giành đai Raw Women's Championship lần thứ hai sau khi thất bại trước Bayley trong trận tranh đai SmackDown Women's Championship trước đó.

## Sự kiện
| Vai trò                          | Tên                       |
| -------------------------------- | ------------------------- |
| Bình luận viên tiếng Anh         | Michael Cole (SmackDown)  |
| Bình luận viên tiếng Anh         | Corey Graves (SmackDown)  |
| Bình luận viên tiếng Anh         | Tom Phillips (Raw)        |
| Bình luận viên tiếng Anh         | Samoa Joe (Raw)           |
| Bình luận viên tiếng Anh         | Byron Saxton (Raw)        |
| Bình luận viên tiếng Tây Ban Nha | Carlos Cabrera            |
| Thông báo viên                   | Greg Hamilton (SmackDown) |
| Thông báo viên                   | Mike Rome (Raw)           |
| Trọng tài                        | Danilo Anfibio            |
| Trọng tài                        | Shawn Bennett             |
| Trọng tài                        | John Cone                 |
| Trọng tài                        | Dan Engler                |
| Trọng tài                        | Darrick Moore             |
| Trọng tài                        | Eddie Orengo              |
| Trọng tài                        | Chad Patton               |
| Trọng tài                        | Ryan Tran                 |
| Phỏng vấn viên                   | Kayla Braxton             |
| Phỏng vấn viên                   | Sarah Schreiber           |
| Bàn pre-show                     | Charly Caruso             |
| Bàn pre-show                     | Renee Young               |
| Bàn pre-show                     | John "Bradshaw" Layfield  |
| Bàn pre-show                     | Peter Rosenberg           |
| Bàn pre-show                     | Booker T                  |

## Kết quả
| #                                                                                     | Kết quả                                                                                                  | Thể loại | Thời gian |
| ------------------------------------------------------------------------------------- | --- | --- | --------- |
| 1P                                                                                    | Apollo Crews (c) đánh bại MVP                                                                            | Trận đấu đơn tranh đai WWE United States Championship Bobby Lashley và Shelton Benjamin bị cấm đứng bên ngoài. | 6:40      |
| 2                                                                                     | Bayley (c) (với Sasha Banks) đánh bại Asuka                                                              | Trận đấu đơn tranh đai WWE SmackDown Women's Championship                                                      | 11:35     |
| 3                                                                                     | The Street Profits (Angelo Dawkins và Montez Ford) (c) đánh bại Andrade và Angel Garza (với Zelina Vega) | Trận đấu đồng đội tranh đai WWE Raw Tag Team Championship                                                      | 7:50      |
| 4                                                                                     | Mandy Rose đánh bại Sonya Deville                                                                        | Trận đấu No Disqualification, người thua cuộc rời WWE                                                          | 10:05     |
| 5                                                                                     | Seth Rollins (với Murphy) đánh bại Dominik Mysterio (với Rey Mysterio)                                   | Street Fight                                                                                                   | 22:35     |
| 6                                                                                     | Asuka đánh bại Sasha Banks (c) (với Bayley) bằng đòn khóa                                                | Trận đấu đơn tranh đai WWE Raw Women's Championship                                                            | 11:25     |
| 7                                                                                     | Drew McIntyre (c) đánh bại Randy Orton                                                                   | Trận đấu đơn tranh đai WWE Championship                                                                        | 20:35     |
| 8                                                                                     | "The Fiend" Bray Wyatt đánh bại Braun Strowman (c)                                                       | Trận đấu Falls Count Anywhere tranh đai WWE Universal Championship                                             | 12:00     |
| - (c) – chỉ người vô địch bước vào trận đấu - P – chỉ trận đấu diễn ra trong pre-show | | |           |